# Der Deutsche Wegleiter für Paris
Der Deutsche Wegleiter für Paris (en français Le Guide allemand de Paris) était un magazine bimensuel de loisir de la Wehrmacht destiné aux troupes allemandes occupant Paris pendant la Seconde Guerre mondiale. Il était tiré à plusieurs milliers d'exemplaires. 

## Histoire
Son premier numéro sort le 15 juillet 1940, un mois après l'occupation de la ville. Publié sous le contrôle de la Kommandantur de Paris, il comprend alors 16 pages. Le siège du journal est dans l'immeuble du 92, avenue des Champs-Élysées. Ce magazine donne aux soldats allemands des informations sur les loisirs possibles dans la capitale française : musées, critiques sur les spectacles de cabarets, les pièces de théâtre ou les films passant dans les cinémas parisiens mais aussi les différents spectacles sportifs ou les restaurants et magasins, particulièrement ceux où les Allemands sont bien accueillis. Il  donne aussi des conseils pratiques pour se déplacer dans Paris (avec dans chaque numéro un plan du métro), quelques phrases pour se débrouiller en français, des éléments pour « comprendre les Français » ainsi que quelques notions historiques. Le journal possède un courrier des lecteurs où ceux-ci donnent leurs bonnes adresses, font part de leurs mauvaises expériences ou racontent des anecdotes. 
Au fil des numéros, la pagination montera jusqu'à une centaine de pages avec également l'apparition de publicités locales pour des boutiques parisiennes ou des fabricants français. 102 numéros paraitront, le dernier le 26 août 1944, jour de la libération de Paris.    